# Einsatzstellenfunk
Als Einsatzstellenfunk versteht man bei Behörden und Organisationen mit Sicherheitsaufgaben (BOS) den Sprechfunkverkehr an einer Einsatzstelle. Hierbei handelt es sich bei den BOS meist um einen (unter Umständen mehrfachen) Sternverkehr mit den Gruppen- und Zugführern als Sternköpfe. Absoluter Sternkopf ist die je nach Größe des Einsatzes unterschiedlich umfangreiche Einsatzleitung. Die Anzahl der Geräte, die am Einsatzstellenfunk teilnehmen werden, kann je nach Behörde, Bundesland oder örtlichen Gegebenheiten variieren.

## Analogfunk
Im analogen BOS-Funk wird der Einsatzstellenfunk überwiegend auf dem Frequenzband im 2-Meter-Band durchgeführt, während im 4-Meter-Band meist ausschließlich der Leitstellenfunk stattfindet. Davon abweichend muss im Sanitätsbereich häufig auch der Einsatzstellenfunk im 4-Meter-Band durchgeführt werden, weil viele Fahrzeuge des Rettungsdienstes nicht mit Funkgeräten für das 2-Meter-Band ausgestattet sind.

## Digitalfunk
- Im Digitalfunk kann die Leitstelle über dynamische Gruppenbildung alle beteiligten Kräfte einer Rufgruppe zuweisen, die nur für diesen Einsatz gültig ist.
- Das Bundesland Nordrhein-Westfalen hat entschieden, dass für die nicht-polizeilichen BOS der analoge Einsatzstellenfunk erhalten bleibt.